# Chlorocoma vertumnaria
Chlorocoma vertumnaria är en fjärilsart som beskrevs av Achille Guenée 1857. Chlorocoma vertumnaria ingår i släktet Chlorocoma och familjen mätare. Inga underarter finns listade i Catalogue of Life.